# Club de Salm
Pour les articles homonymes, voir Salm.
Le club de Salm avait pour but les réunions informelles qui se tenaient sous le Directoire à l'Hôtel de Salm. Ces réunions étaient dirigées et animées par Madame de Staël. Benjamin Constant se trouvait parmi les personnages qui se pressaient autour d'elle et tentaient de se faire une place dans le monde politique.

## Sources
- Jean Tulard, Jean-François Fayard et Alfred Fierro, Histoire et dictionnaire de la Révolution française. 1789–1799, Paris, éd. Robert Laffont, coll. « Bouquins », 1987, 1998 [détail des éditions] (ISBN 978-2-221-08850-0)